# Семенкин (Волгодонской район)
Семенкин — хутор в Волгодонском районе Ростовской области.
Входит в состав Романовского сельского поселения.

## География
Хутор расположен на правом берегу реки Сал, на высоте около 30 метров над уровнем моря.
Асфальтированной автомобильной дорогой хутор связан с районным центром станицей Романовской (25 км). По автомобильным дорогам расстояние до ближайшего города Волгодонска - 32 км, до областного центра города Ростова-на-Дону - 250 км.
Климат
Климат умеренный континентальный (согласно классификации климатов Кёппена-Гейгера — Dfa). Среднегодовая температура воздуха положительная и составляет + 9,5 °C, средняя температура самого холодного месяца января — 4,8 °C, самого жаркого месяца июля + 23,7 °C. Расчётная многолетняя норма осадков — 441 мм. Наименьшее количество осадков выпадает в марте (норма — 29 мм), наибольшее в декабре (47 мм).
Часовой пояс
Семенкин, как и вся Ростовская область, находится в часовой зоне МСК (московское время). Смещение применяемого времени относительно UTC составляет +3:00.

## История
Основан как хутор Харитонов. Хутор входил в юрт станицы Романовской Первого Донского округа Области Войска Донского. 
В 1859 году на хуторе проживало 56 душ мужского и 70 женского пола. В 1873 году — 130 мужского и 114 женского пола, в хозяйствах жителей содержалось 65 лошадей, 203 пары волов, 580 голов прочего рогатого скота, 1988 овец.
Согласно Всероссийской переписи населения 1897 года на хуторе Харитонов проживало 219 мужчин и 194 женщины, из них грамотных: мужчин - 97 (44,3 %), женщин - 27 (13,9 %). Согласно алфавитному списку населенных мест Области войска Донского к началу 1915 года земельный надел хутора составлял 1071 десятину, на хуторе имелся сотский, проживало 176 мужчин и 195 женщин.
После революции хутор был преобразован в станицу Семенкинскую. Согласно переписи населения 1926 года станица Семенкинская относилась к Романовскому району Сальского округа Северо-Кавказского края, являлась центром Семенкинского сельсовета. В станице проживало 188 мужчин и 210 женщин, всего 398 человек, из них казаков - 243. Население было многонациональным: в станице проживало 262 великоросса, 98 украинцев и 28 калмыков.

## Население
Динамика численности населения
| 1859 | 1873 | 1897 | 1915 | 1926 |
| ---- | ---- | ---- | ---- | ---- |
| 126  | 244  | 413  | 371  | 398  |

| 1989 | 2002 | 2010 |
| ---- | ---- | ---- |
| 508  | ↘507 | ↗535 |

## Улицы
| - ул. Восточная, - ул. Кооперативная, - ул. Молодёжная, - ул. Новая, | - ул. Садовая, - ул. Центральная, - ул. Школьная, - ул. Южная. |